# 펑위안정

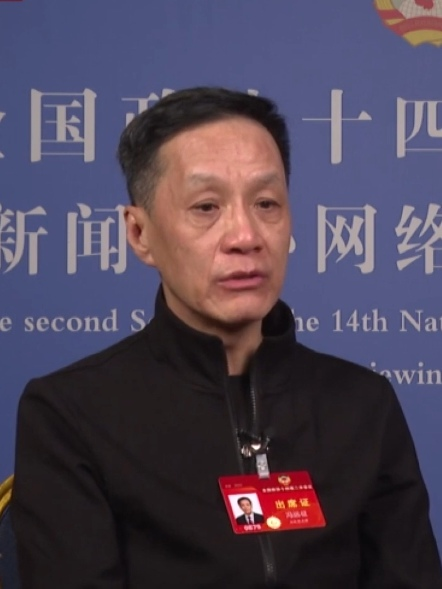

펑위안정(중국어: 冯远征, 병음: Feng Yuanzheng, 한자음: 풍원정, 1962년 11월 16일 ~ )은 중화인민공화국의 배우이다.
베이징시에서 태어났다.

## 방송
- 노농민
- 혼인료리

## 영화
- 육년, 육천 (2017년)
- 후난성 전투 (2016년)
- 혼인료리 (2014년)
- 노농민 (2014년)
- 대명겁: 천하대전 (2013년)
- 백화심처 (2012년)
- 빙설11천 (2012년)
- 1942 (2012년)
- 민감사건 (2011년)
- 건국대업 (2009년)
- 쉬즈 더 원 (2008년)
- 애료산료 (2007년)
- 미려상해 (2004년)
- 천하무적 (2004년)
- 퍼플 버터플라이 (2003년)
- 텐 미니츠 - 트럼펫 (2002년)
- 포스트맨 (1995년)
- 청춘은 아름다워 (1985년)